# Iberoamerika

Iberoamerika und die Iberische Halbinsel

Iberoamerika ist ein Terminus, der seit der zweiten Hälfte des 19. Jahrhunderts für jene Länder auf dem amerikanischen Kontinent gebraucht wird, die früher Kolonien von Spanien oder Portugal  waren.
Spanien und Portugal selbst sind bei einigen abgeleiteten Bezeichnungen inbegriffen, zum Beispiel: Iberoamerika-Gipfel, Organisation iberoamerikanischer Staaten oder Organización de Telecomunicaciones de Iberoamérica (ein TV-Netzwerk, siehe auch OTI Festival).
Der Begriff vermeidet den Wortteil Latein, um die in Nord-, Zentral- und Südamerika gesprochenen Varianten der Sprachen Spanisch und Portugiesisch exakter zu treffen. Außerdem betont er die traditionellen Beziehungen zur Iberischen Halbinsel (Spanien und Portugal), die auf den Gebieten der Politik, Wirtschaft und Kultur nach wie vor eng sind. Vor allem löst dieser Begriff aber die Missverständlichkeit des Begriffes Lateinamerika: Die französischsprachigen Gebiete in Amerika werden meist nicht zu Lateinamerika gezählt, obwohl Französisch eine romanische Sprache ist.
Seit den 1990er-Jahren gründeten diese Staaten auf Initiative von Spaniens König Juan Carlos einige Organisationen zur offiziellen Koordination ihrer Zusammenarbeit. Einige veranstalten Konferenzen – teils jährlich oder zweijährlich, teils nach Bedarf.

## Länder und Bevölkerung in Iberoamerika
- Spanisch sprechen (430.567.462 Sprecher)

 Argentinien 42.669.500
 Bolivien 10.556.102
 Chile 17.772.871
 Kolumbien 47.425.437
 Costa Rica 4.586.353
 Kuba 11.167.32
 Dominikanische Republik 9.445.281
 Ecuador 15.223.680
 El Salvador 6.134.000
 Guatemala 15.806.675
 Honduras 8.249.574
 Mexiko 118.395.054
 Nicaragua 6.071.045
 Panama 4.058.374
 Paraguay 6.800.284
 Peru 30.814.175
 Puerto Rico (Commonwealth (Außengebiete der Vereinigten Staaten)) 3.667.084
 Uruguay 3.324.460
 Venezuela 28.946.101
- Portugiesischsprachig: (227.661.177 Sprecher)

 Brasilien 217.240.060